# Travis Tedford
Travis William Tedford (Rockwall, Texas, 19 de agosto de 1988) es un actor estadounidense, inactivo desde 2010. Fue actor infantil durante la década de 1990, conocido por interpretar al travieso Spanky Manhattan en la película The Little Rascals de 1994.

## Biografía
Nació en Rockwall (Texas) hijo de Timmy Bill Tedford y Paula Kay Dixon. Culminó sus estudios secundarios en la Athens High School (Texas) en 2006. Dos años más tarde, egresó con un título en artes liberales del Trinity Valley Community College. 
Su trabajo más recordado fue en el rol de Spanky Manhattan, el mejor amigo de Alfalfa en The Little Rascals. Realizó otros trabajos antes de retirarse de la actuación.

## Filmografía
- Los Pequeños Traviesos como Spanky Manhattan (1994)
- Slappy y los sucios como Loaf (1998)
- Bichos una aventura en miniatura (1998)
- The Thirteenth Floor (1998)
- The Final Andy (2010)

- Datos: Q1607972